# Џонатан Страуд
Џонатан Ентони Страуд (енгл. Jonathan Anthony Stroud; 27. октобар 1970) је британски писац фантастике. Углавном пише за децу и младе.

## Биографија
Рођен је 1970. године у Бедфорду у Енглеској. Био је веома млад када је почео да пише приче. Одрастао је у Сент Олбансу, где је похађао Витфилдс основну и Сент Олбенс мушку средњу школу. Уживао је у читању, цртању и писању. Између седме и девете године је био често болестан, па је провео већину својих дана у болници или код куће. Како му не би било досадно, доста је читао. Након што је дипломирао енглеску књижевност на Универзитету у Јорку, радио је у Лондону као уредник за Вокер Букс књижару. Током деведесетих је почео да објављује своја дела и брзо стекао успех.
Међу његовим најпознатијим делима је бестселер „Трилогија о Бартимеју”. Посебна одлика ових књига, у поређењу са другим из истог жанра, јесте да Страуд овде испитује стереотипе и етику класе чаробњака и поробљених демона. Ово постиже тако што причу приказује из угла саркастичног и благо егоманијачног ђина Бартимеја. Серијал је прво објављен у САД, а чине га књиге „Амајлија из Самарканда”, „Големово око” и „Птоломејева капија”, док је „Соломонов прстен” издао касније као преднаставак.
Следећи серијал који је написао је Lockwood & Co. Прву књигу у серијалу, The Screaming Staircase, објавио је 2013. године и брзо је постигао успех. Друга књига је објављена 2014. под насловом The Whispering Skull. Трећа књига, The Hollow Boy, је објављена кроз такмичење које је Страуд организовао, где је тражио од читалаца да пошаљу идеју за лика који би се појавио у трећој књизи. Изашла је 2015. The Creeping Shadow је изашла 2016. године и последња, The Empty Grave, 2017. године.
Страуд живи у Снет Олбансу са својом женом Ђином, која је илустратор дечијих књига, и њихово троје деце Изабелом, Артуром и Луизом.

### Самосталне књиге

#### Фикција
- Justin Credible’s Word Play World (1994)
- The Viking Saga of Harri Bristlebeard (1997)
- The Hare and the Tortoise (1998)
- Walking through the Jungle (1998)
- The Little Red Car (1999)
- Alfie’s Big Adventure (1999)
- Buried Fire (1999)
- Little Spike and Long Tail (2000)
- Goldilocks and the Three Bears (2000)
- The Leap (2001)
- The Last Siege (2003)
- The Lost Treasure of Captain Blood (2006)
- Heroes of the Valley (2009)

#### Документарна литература
- Ancient Rome: A Guide to the Glory of Imperial Rome (2000)
- Life and Times in Ancient Rome (2008)

### Серијали
- Бартимејада
  1. Амајлија из Самарканда (The Amulet of Samarkand, 2003)
  2. Големово око (The Golem's Eye, 2004)
  3. Птоломејева капија (Ptolemy's Gate, 2005)
  4. Соломонов прстен (The Ring of Solomon, преднаставак, 2010)
- Lockwood & Co.
  1. The Screaming Staircase (2013)
  2. The Whispering Skull (2014)
  3. The Hollow Boy (2015)
  4. The Creeping Shadow (2016)
  5. The Empty Grave (2017)

The Dagger in the Desk (кратка прича, 2015)

### Новеле
- The Ghost of Shadow Vale (2009)